# 사카이촌 (미에현)
사카이촌(境村)은 미에현 이치시군에 있던 촌이다. 현재의 쓰시의 남서쪽 끝에 해당한다.

## 역사
- 1889년 4월 1일 - 정촌제 시행에 의해 이치시군 사카이촌이 성립하였다.
- 1940년 11월 3일 - 이에키촌에 편입해 동일 사카이촌은 폐지되었다. 당일 정으로 승격해 이에키정이 되었다.

## 참고문헌
- 角川日本地名大辞典 24 三重県